# Cleistocactus xylorhizus
Cleistocactus xylorhizus es una especie de plantas de la familia de las cactáceas, endémica del departamento de Lima, provincias de Lima y Huarochirí, en las vertientes occidentales de los Andes del Perú. Actualmente se considera sinónimo de Loxanthocereus xylorhizus.

## Descripción
Cactus erecto, a veces cortamente decumbente, ramificado desde la base, con raíces gruesas y leñosas. Los tallos miden de 50 a 100 cm de alto y de 5 a 7 (-10) cm de diámetro. Tienen 14 a 19 costillas con muescas, 3-4 espinas centrales rectas o curvadas hacia arriba, gruesas y subuladas de 4-5 cm de largo y entre 16 a 22 espinas radiales aciculares de 1 cm de largo. Las espinas tienen una disposición característica en múltiples direcciones. Las flores son tubulares oblicuas de 6-7 cm de largo y de color rojo, producen frutos verdosos a marrón rojizos globulares e alrededor de 2-3 cm de diam.
En Perú se prefiere utilizar el basiónimo Loxanthocereus xylorhizus Ritter, lo cual botánicamente se considera más correcto porque las flores son oblicuas y zigomorfas, muy abiertas al extremo y no tubulares y actinomorfas, cerradas en el ápice como en Cleistocactus.

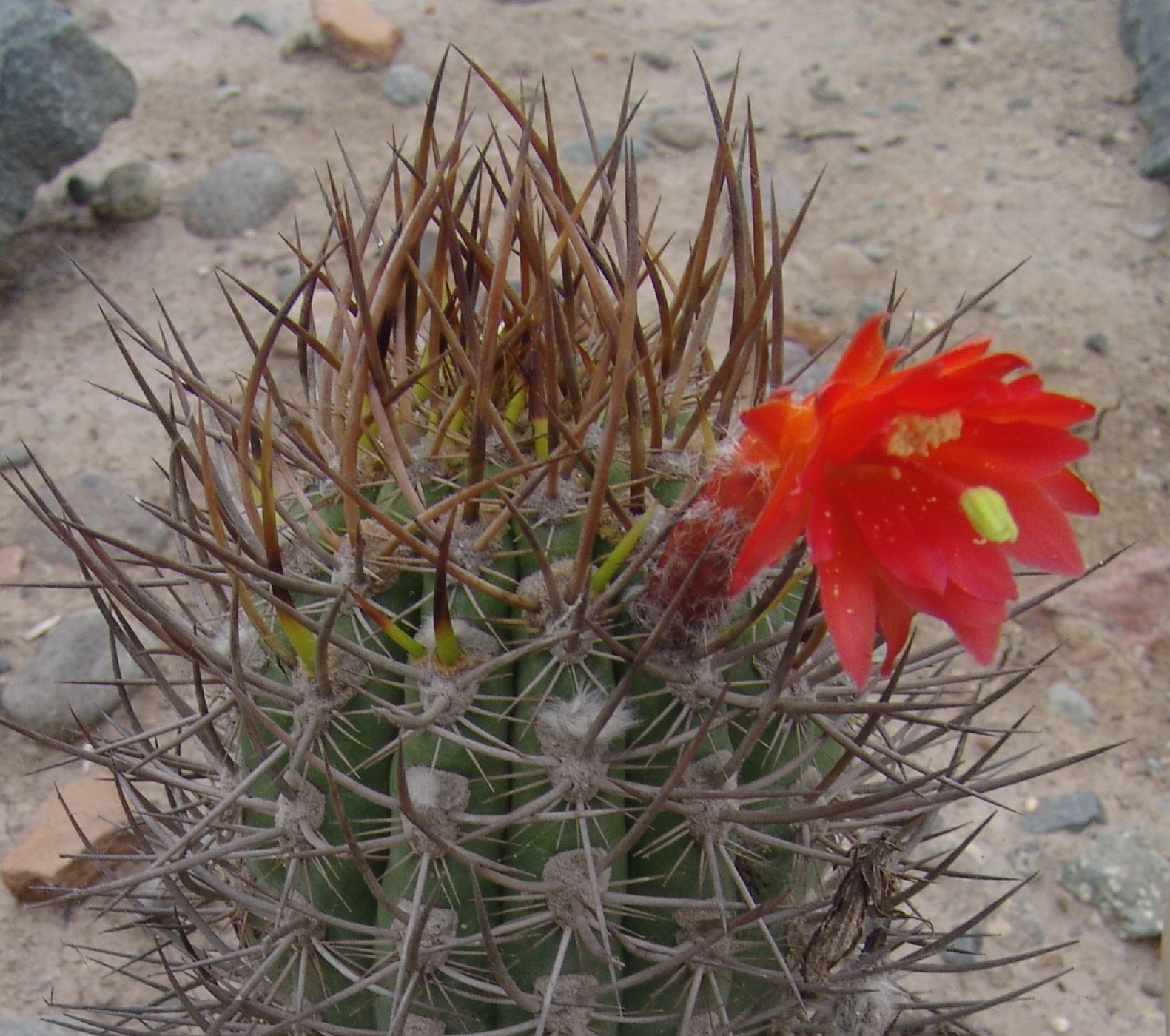
Loxanthocereus xylorhizus en flor en el Cactario de Lima del Parque de Las Leyendas

Fue descrito en la Quebrada California, Chaclacayo, Lima, en donde ya casi no hay ejemplares. Quedan algunos en la Quebrada Yanacoto en Chontay, Cieneguilla, en las alturas de Chosica y en Huinco, en el Valle de Santa Eulalia, Huarochirí. Debido a la escasez de sus individuos se lo ha propuesto como Críticamente en Peligro. 

## Taxonomía
La especie fue descrita por primera vez como Loxanthocereus xylorhizus (basónimo) por Friedrich Ritter en Kakteen in Südamerika 4: 1475-1176. fig. 1341 en 1981. 
En 1996 fue reclasificada como Cleistocactus xylorhizus por Carlos Ostolaza y publicada en British Cactus and Succulent Journal 14(4): 170.

## Etimología
Ver: Cleistocactus
Loxanthocereus: nombre genérico que deriva del griego loxós, que significa inclinado,  y anthos, flor debido a que sus flores son inclinadas.
xylorhizus : epíteto del griego xylon = "madera"; rhiza = "raíz", debido a las raíces leñosas y profundas que posee.